# Jean-Baptiste Philibert Cardonne
Jean-Baptiste Philibert Cardonne (Versailles, 1730 – Parigi, ...) è stato un musicista francese.
Fu un celebre compositore barocco che lavorò quasi esclusivamente alla Corte.

## Biografia
Jean-Baptiste Cardonne, spesso confuso in passato con Jean-Guillain Cardon violinista e compositore suo contemporaneo, nacque nel Palazzo di Versailles da una famiglia di musicisti, esecutori e compositori; suo padre era membro della casa reale. Cardonne mostrò assai precocemente di possedere un talento particolare. A soli tredici anni, infatti, diresse un mottetto da lui composto per Grande Coro alla presenza del re. In precedenza era stato paggio della Cappella reale e allievo di Colin de Blamont.
La sua carriera fu quindi rapida: a quindici anni era clavicembalista di corte, a quarantasei divenne sovrintendente musicale di Camera e nel 1781 sovrintendente onorario.
La sua prima Opera teatrale, l’Amaryllis, fu rappresentata in prima esecuzione nel 1752. Cardonne continuò a lungo a beneficiare dei vantaggi che gli derivavano dall'essere membro della corte e prossimo alla famiglia reale, componendo musica per cembalo e musica vocale da camera. Dal 1768, però, tentò la carriera di compositore di Opere liriche, ma la mancanza di successo lo indusse a tornare a corte, dove fu nominato "Maestro di musica del re" nel 1780. Dopo la rivoluzione e la caduta di Luigi XVI nel settembre del 1792, più nulla si sa di lui, della sua vita e della sua morte.

## Opere

### Opere liriche
- Amaryllis, pastorale, 1752. Fu eseguita alla presenza della regina a Compiègne.
- Omphale, tragedia lirica di Houdar de La Motte, 1769. Eseguita all'Académie Royale de Musique di Parigi.
- Ovidio e Giulia, balletto, 1773. Eseguito all'Opéra.
- Epaphus, opera lirica.
- L'amante geloso perseguitato, commedia lirica, 1782.

### Musica cameristica
- 6 Sonate per violino e cembalo
- 1 Raccolta di ariette per 2 violini e basso, 1764
- 6 Sonate in trio per 2 violini e basso, 1765
- Primo libro di sonate per violino obbligato e cembalo, 1765
- 1 Concerto per violino e cembalo
- 1 sinfonia
- Strenna dell'amorino di Bacco. Fu pubblicato nel 1746 da "Le Mercure de France".
- Mottetti vari, di cui non resta però testimonianza (forse opere giovanili).